# (9202) 1993 PB
(9202) 1993 PB es un asteroide que forma parte de los asteroides Apolo, descubierto el 13 de agosto de 1993 por el equipo del Spacewatch desde el Observatorio Nacional de Kitt Peak, Arizona, Estados Unidos.

## Designación y nombre
Designado provisionalmente como 1993 PB.

## Características orbitales
1993 PB está situado a una distancia media del Sol de 1,423 ua, pudiendo alejarse hasta 2,288 ua y acercarse hasta 0,5587 ua. Su excentricidad es 0,607 y la inclinación orbital 40,82 grados. Emplea 620,530 días en completar una órbita alrededor del Sol.
Los próximos acercamientos a la órbita de Venus se producirán el 1 de agosto de 2035, el 5 de abril de 2071 y el 26 de septiembre de 2113.

## Características físicas
La magnitud absoluta de 1993 PB es 15,9. Tiene 2 km de diámetro y su albedo se estima en 0,269.